# 勒图讷尔
勒图讷尔（法語：Le Tourneur，法語發音：[lə tuʁnœʁ] ⓘ）是法国卡尔瓦多斯省的一个旧市镇，属于维尔区。2016年，勒图讷尔与临近的19个市镇合并为新市镇苏勒夫尔昂博卡日。

## 地理
勒图讷尔（48°57'49"N, 0°49'24"W）面积23.02 平方千米，位于法国诺曼底大区卡爾瓦多斯省，该省份为法国西北部沿海省份，北濒大西洋英吉利海峡，东北与滨海塞纳省以海上边界相接，东临厄尔省，南至奧恩省，西与芒什省接壤。
与勒图讷尔接壤的市镇（或旧市镇、城区）包括：勒贝尼博卡日、布雷穆瓦、卡维尔、拉费里耶尔阿朗、圣但尼迈松塞勒、圣马丹德伯萨斯、圣皮埃尔塔朗泰讷。
勒图讷尔的时区为UTC+01:00、UTC+02:00（夏令时）。

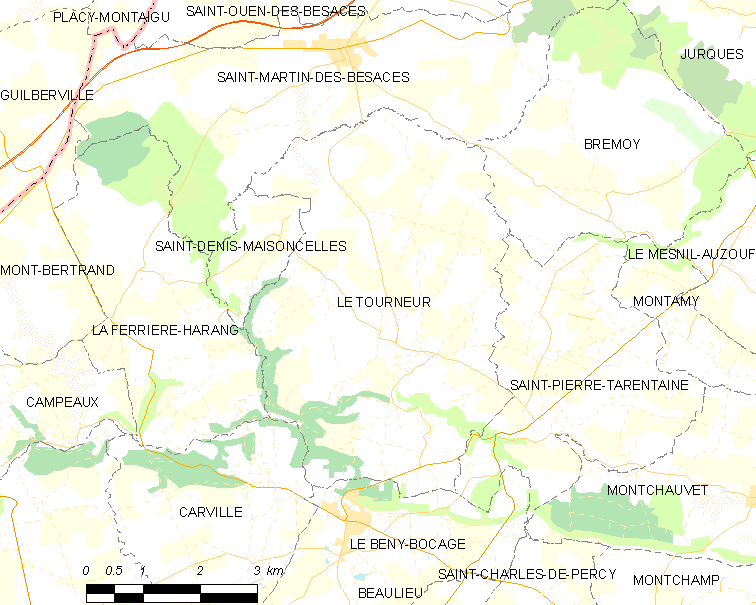
勒图讷尔的OSM定位图

## 行政
勒图讷尔的邮政编码为14350，INSEE市镇编码为14704。

## 政治
勒图讷尔所属的省级选区为诺曼底地区孔代县。

## 人口

1962-2008年间勒图讷尔人口变化图示

勒图讷尔于2018年1月1日时的人口数量为642人。